# 白石昌己
白石 昌己（しらいし まさみ、1964年〈昭和39年〉1月 - ）は、日本の海上保安官。海上災害防止センター理事長。
海上保安監（第10代）、海上保安庁警備救難部長（第48代）などを歴任。

## 来歴
鹿児島県出身。海上保安庁入庁後、海上保安大学校を経て、第七管区海上保安本部警備救難部次長、根室海上保安部長、国土交通省大臣官房総務課企画官、第十一管区海上保安本部警備救難部長、総務部政務課政策評価広報室長、警備救難部管理課長、第十管区海上保安本部次長などを歴任。
2020年（令和2年）10月1日、第九管区海上保安本部長に就任。在任中、石川県能登半島沖の大和堆周辺海域における外国船籍の違法操業問題に対応した。
2021年（令和3年）10月1日、警備救難部長に就任。在任中、知床遊覧船沈没事故が発生し、白石は奥島高弘海上保安庁長官（当時）の指示のもと、救助活動の指揮にあたった。
2022年（令和2年）6月28日、海上保安監に就任。2023年（令和5年）2月21日にはベトナムを訪問し、ベトナム海上警察のヴ・チュン・キエン副司令官と会談した。同年7月4日、辞職。同年10月1日、海上災害防止センター理事長に就任。